# Rhoicinus fuscus
Rhoicinus fuscus är en spindelart som först beskrevs av Lodovico di Caporiacco 1947.  Rhoicinus fuscus ingår i släktet Rhoicinus och familjen Trechaleidae.
Artens utbredningsområde är Guyana. Inga underarter finns listade i Catalogue of Life.